# Јежево (Грчка)
Јежево или Ежово (грч. Δάφνη, Дафни) је село у североисточној Грчкој. Налази се у општини Висалтија, која припада округу Сер у грчкој покрајини Средишњој Македонији.

## Историја
Током позног средњег века Јежево је било утврђено место и седиште Јежевске епархије. Првобитно се налазило под византијском влашћу, а потом су га за време владавине Стефана Душана (1331-1355) освојили Срби (око 1345. године). За време владавине цара Уроша (1355-1371), јежевско подручје је било део Серске области којом је владао деспот Угљеша. Након успостављања османске власти крајем 14. века, место је задржало значај. Турски султан Мехмед II је 1459. године поклонио Јежево својој помајци, бившој султанији Мари Бранковић, ћерки српског деспота Ђурђа Бранковића. Место је остало у Марином поседу до краја њеног живота, а преминула је 1487. године, управо у Јежеву. Након ослобођења (1912-1913) место је прикључено Краљевини Грчкој. Почевши од 1927. године, у употребу је уведен и нови грчки облик назива, који гласи Дафни (грч. Δάφνη).

## Становништво
Према бугарском географу и историчару, Василу Канчову, у Јежеву је 1900. године живело 400 Грка и 350 Турака.
Године 1924. турско становништво је принудно исељено у Турску а на њихово место је насељено 103 грчких избегличких породица, укупно 411 особа. На попису из 1928. године Јежево је имало 1.000 становника.